# Quebranto
Quebranto (en anglès Disrupted) és un documental mexicà dirigit per Roberto Fiesco estrenat el 9 de febrer de 2013 que mostra els testimoniatges de Coral Bonelli, una actriu infantil coneguda en els anys setanta com "Pinolito"; i donya Lilia Ortega "Doña Pinoles", la seva mare, qui també va ser actriu. Des de fa alguns anys Coral es va assumir com a transgènere i es fa anomenar Coral Bonelli. Elles viuen en el barri de Garibaldi, en el centre de la ciutat de Mèxic, des d'on recorden el seu passat cinematogràfic; en tant, Coral assumeix i mostra la seva identitat genèrica.

## Protagonistes
- Coral Bonelli
- Fernando García "Pinolito"
- Lilia Ortega "Doña Pinoles"
- Jorge Fons

## Premis
- Premi Maguey Millor Pel·lícula - Festival Internacional de Cinema a Guadalajara 2013
- Premi Especial del Jurat - Festival Internacional de Cinema a Guadalajara 2013
- Premi del Públic - Festival de Cinema Mexicà de Durango 2013
- Premi al millor documental - LVI edició dels Premis Ariel[3]

## Comentaris
Aquest film ocupa el lloc 62 dins de la llista de Les 100 millors pel·lícules mexicanes de la història, segons l'opinió de 27 crítics i especialistes del cinema a Mèxic, publicada pel portal Sector Cine al juny de 2020.